# Mabel (cantante)
Mabel Alabama Pearl McVey, conosciuta semplicemente come Mabel (Malaga, 20 febbraio 1996), è una cantante britannica-svedese.
Ha conquistato il successo internazionale con il singolo Don't Call Me Up, che le ha permesso di pubblicare il suo album di debutto High Expectations.

## Biografia

### Esordi
Mabel è figlia della cantante svedese Neneh Cherry e del produttore discografico britannico Cameron McVey. Nata sulla costa spagnola, è cresciuta tra Malaga e Londra fino agli 8 anni, quando si trasferisce con la famiglia a Stoccolma. All'età di 18 anni si ritrasferisce a Londra, dove la famiglia rimane in maniera stabile. Il suo primo avvicinamento al mondo della musica mainstream è avvenuto nel 2015, quando ha pubblicato il suo singolo di debutto Know Me Better, seguito da My Boy My Town e Thinking of You.
Nel 2017 il singolo Finders Keepers ha lanciato la sua carriera, raggiungendo l'8º posto nella Official Singles Chart britannica e venendo certificato con il disco di platino dalla British Phonographic Industry per le oltre 600 000 copie vendute. Tra il 2017 e il 2018 ha ottenuto un altro disco di platino con My Lover, un disco d'oro con Fine Line e quattro dischi d'argento con Cigarette, My Lover, One Shot e Ring Ring, quest'ultimo una collaborazione con il DJ Jax Jones e con il rapper Rich the Kid. Tra aprile e marzo 2018 ha aperto le date europee del tour di Harry Styles.

### High Expectations(2019-2020)
Nel 2019 il suo mixtape di due anni prima Ivy to Roses è stato ristampato con l'aggiunta di sei nuove tracce, raggiungendo il 33º posto nella classifica britannica e il 68º in quella irlandese. Uno dei nuovi brani, Don't Call Me Up, ha scalato la classifica dei singoli britannica fino a raggiungere la quinta posizione, a ora il picco più alto per l'artista. Ha fatto seguito il singolo Mad Love, che ha anticipato l'album di debutto di Mabel, High Expectations, uscito ad agosto del 2019. L'artista ha promosso l'album anche con un tour intitolato proprio High Expectations Tour.
In seguito alla pubblicazione del disco Mabel ha collaborato con il DJ Tiësto nel singolo God Is a Dancer, per poi concludere l'anno con la pubblicazione del suo primo singolo a tema natalizio, Loneliest Time of Year.
All'inizio del 2020 Mabel ha lanciato il singolo Boyfriend, seguito da West Ten in collaborazione con il rapper AJ Tracey. Entrambe le canzoni sono state inserite nella versione digitale di High Expectations. Il 31 luglio 2020 la cantante ha pubblicato una riedizione acustica del suo album di debutto. Nel mese di agosto è stato invece pubblicato il singolo dei Clean Bandit Tick Tock, a cui Mabel e 24kGoldn hanno dato la voce.

### About Last Night...(2021-presente)
Nel 2021 l'artista ha pubblicato i singoli Let Them Know e Take Me Home, quest'ultima come parte delle celebrazioni per i 25 anni dalla nascita dei Pokémon, oltre alla collaborazione I Wish con Joel Corry e a una cover di Time After Time di Cyndi Lauper per una campagna promozionale di McDonald's. Nel 2022 ha annunciato la pubblicazione del suo secondo album About Last Night..., anticipandolo con la pubblicazione dei singoli Good Luck e Overthinking.

## Discografia
- 2019 – High Expectations
- 2022 – About Last Night...

## Tournée
- 2020 – High Expectations Tour